# Jsendra

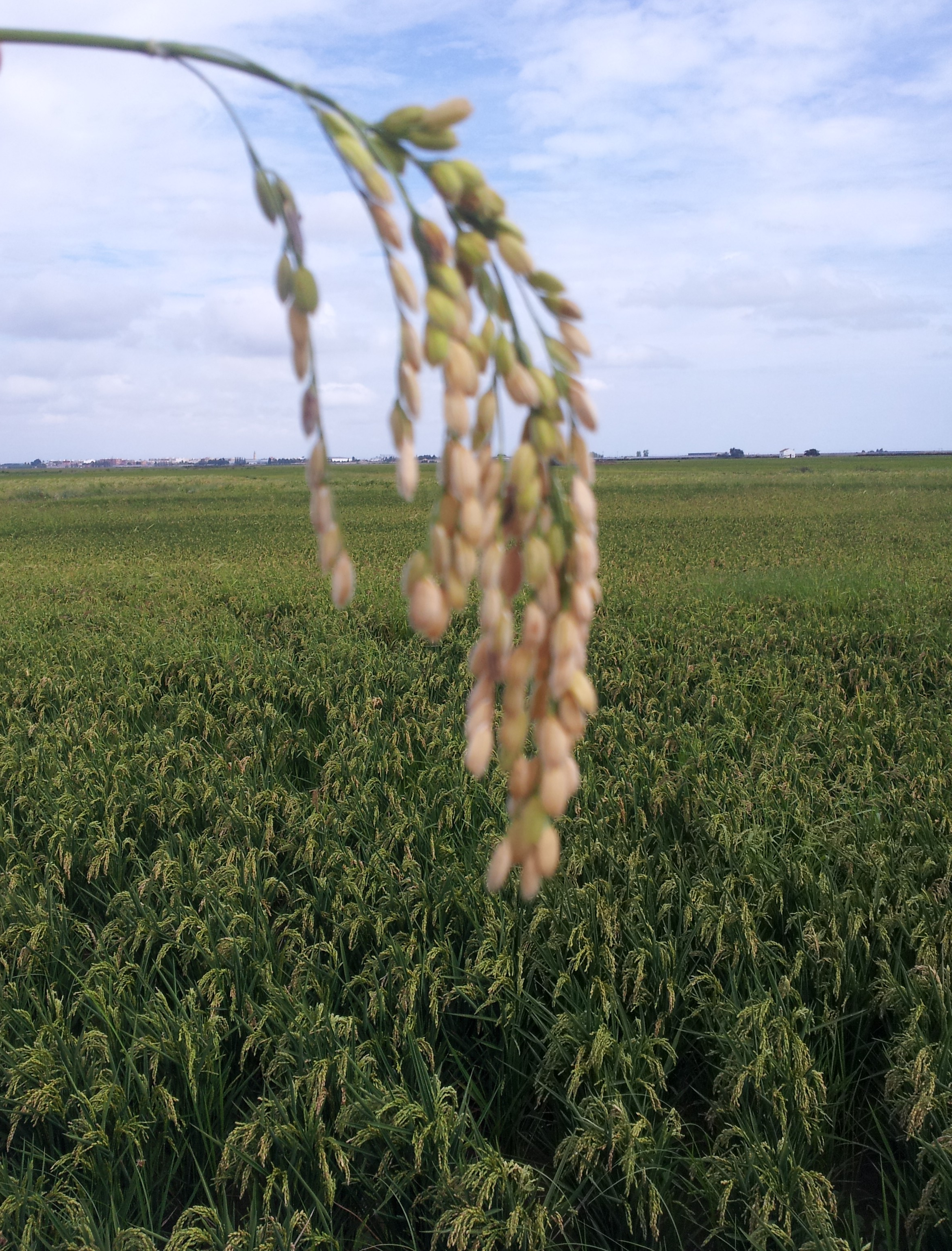
Arròs Jsendra, amb camp al fons.

Jsendra és una varietat d'arròs obtinguda al Departament d'arròs de Sueca en 2005. Des de la seua aparició, ha anat substituint en el cultiu a la varietat Sénia. Tanmateix, i juntament amb varietats com Gleva, Fonsa o Montsianell, generalment es classifiquen com a Arròs Sénia, ja que, tot i ser tècnicament noves varietats, mantenen característiques semblants.
Deu el seu nom a Juan Sendra, investigador de l'IVIA que participà en el projecte i que va faltar abans del registre de la varietat, motiu pel qual els seus companys volgueren homenatjar-lo.

## Història i característiques
El procés d'obtenció del Jsendra s'inicia en 1993, per encreuament de l'arròs Sénia, varietat pròpia de l'IVIA, amb la californiana M202. La planta fa una alçada mitjana de 74 cm, el que permet una producció òptima, per constrast a plantes més altes com la del bomba, que fan que el procés d'obtenció siga més car. Per la seua banda, la resistència del JSendra a la pyriculària és semblant a la de les altres varietats actualment utilitzades.